# Johann Matthias Schneuber
Johann Matthias Schneuber (* 2. Februar 1614 in Müllheim [Baden]; † 26. Dezember 1665 in Straßburg) war ein deutscher und lateinischer Lyriker und Pädagoge der Barockzeit.

## Leben
Schon als Kind erlernte Schneuber in Montbéliard die französische Sprache, besuchte später das Konvikt in Durlach, musste jedoch nach der Schlacht bei Nördlingen wie viele andere in die sichere Stadt Straßburg fliehen, wo er sich im August 1634 immatrikulierte.
Gemeinsam mit Jesaias Rompler und anderen Poeten gründete er hier die Aufrichtige Tannengesellschaft zum Zweck der Reinerhaltung der deutschen Sprache. Bis zur Erlangung der Magisterwürde erwarb er sich durch Anfertigung von Kasualpoesie einen Nebenverdienst. 1637 wurde er am Straßburger Protestantischen Gymnasium als Professor Poeseos fest angestellt. 1642 wurde er mit dem gleichen Titel an die Universität berufen. Auf Empfehlung Georg Philipp Harsdörffers fand er 1648 unter dem Beinamen <Der Riechende> Aufnahme in die Fruchtbringende Gesellschaft. Noch im gleichen Jahre wurde ihm die Leitung des Straßburger Gymnasiums übertragen, die er bis zu seinem Tod 1665 innehatte.

## Werke
- Johann Matthias Schneubers Gedichte.  Straßburg 1644.
- Fasciculus poematum latinorum M. Joh. Matthiae Schneuberi. Straßburg 1656

## Werk- und Literaturverzeichnis
- Gerhard Dünnhaupt: Johann Matthias Schneuber, in: Personalbibliographien zu den Drucken des Barock, Bd. 5.  Stuttgart: Hiersemann 1991, S. 3696–3723. ISBN 3-7772-9133-1